# Ethan Britto
Ethan Britto (* 30. November 2000 in Gibraltar) ist ein gibraltarischer Fußballnationalspieler, der in seiner Heimat bei den Lincoln Red Imps unter Vertrag steht.

## Karriere

### Verein
Britto begann seine Karriere in der Jugendabteilung des gibraltarischen Vereins Manchester 62 FC. 2010 schloss er sich der Jugend von Atletico Zabal Linense an, einem Verein aus der spanischen, an Gibraltar grenzen Stadt La Línea de la Concepción. Auf spanischem Boden blieb er eine Saison, bevor er nach Gibraltar zurückkehrte und zu den Lincoln Red Imps wechselte.
Beim gibraltarischen Rekordmeister konnte er, neben vielen Einsätzen in der Jugend und einigen in der Reservemannschaft, seine ersten Erfahrungen in der ersten Mannschaft sammeln, die in der Gibraltar National League spielt. Schon mit 15 Jahren schaffte er den Durchbruch und stand regelmäßig auf dem Platz. Um mehr Spielpraxis zu sammeln wurde er dann aber 2017 für ein halbes Jahr ligaintern zum Europa Point FC verliehen, für den er in elf Spielen zwei Mal traf, dennoch stieg der Verein am Saisonende ab.
Britto verließ den Klub in der Folge und wechselte zunächst erneut ligaintern fest zum Mons Calpe SC, bevor es 2019 zurück zu den Lincoln Red Imps ging. Für diesen Verein hat er seither über 100 Spiele bestritten, womit er der Spieler mit den sechstmeisten Einsätzen im Trikot des gibraltarischen Meisters ist. Mit seinem aktuellen Verein gewann die Nummer 66 bislang außerdem sechsmal die gibraltarische Meisterschaft. Im Juli 2023 feierte beim 2:2 gegen CS Fola Esch sein Debüt auf internationaler Vereinsebene, in der Qualifikation zur Champions League, und erzielte gleich ein Tor.

### Nationalmannschaft
Nach einigen Auftritten in Jugendnationalmannschaften kam Britto am 13. Oktober 2018 beim 1:0-Sieg über Armenien, dem ersten Pflichtspielsieg in der Geschichte Gibraltars, erstmals in der A-Nationalmannschaft zum Einsatz.